# 28 noiembrie
ianuarie • februarie • martie  • aprilie  • mai  • iunie  • iulie  • august  • septembrie  • octombrie  • noiembrie  • decembrie
28 noiembrie este a 332-a zi a calendarului gregorian și a 333-a zi în anii bisecți. Mai sunt 33 de zile până la sfârșitul anului.

## Evenimente

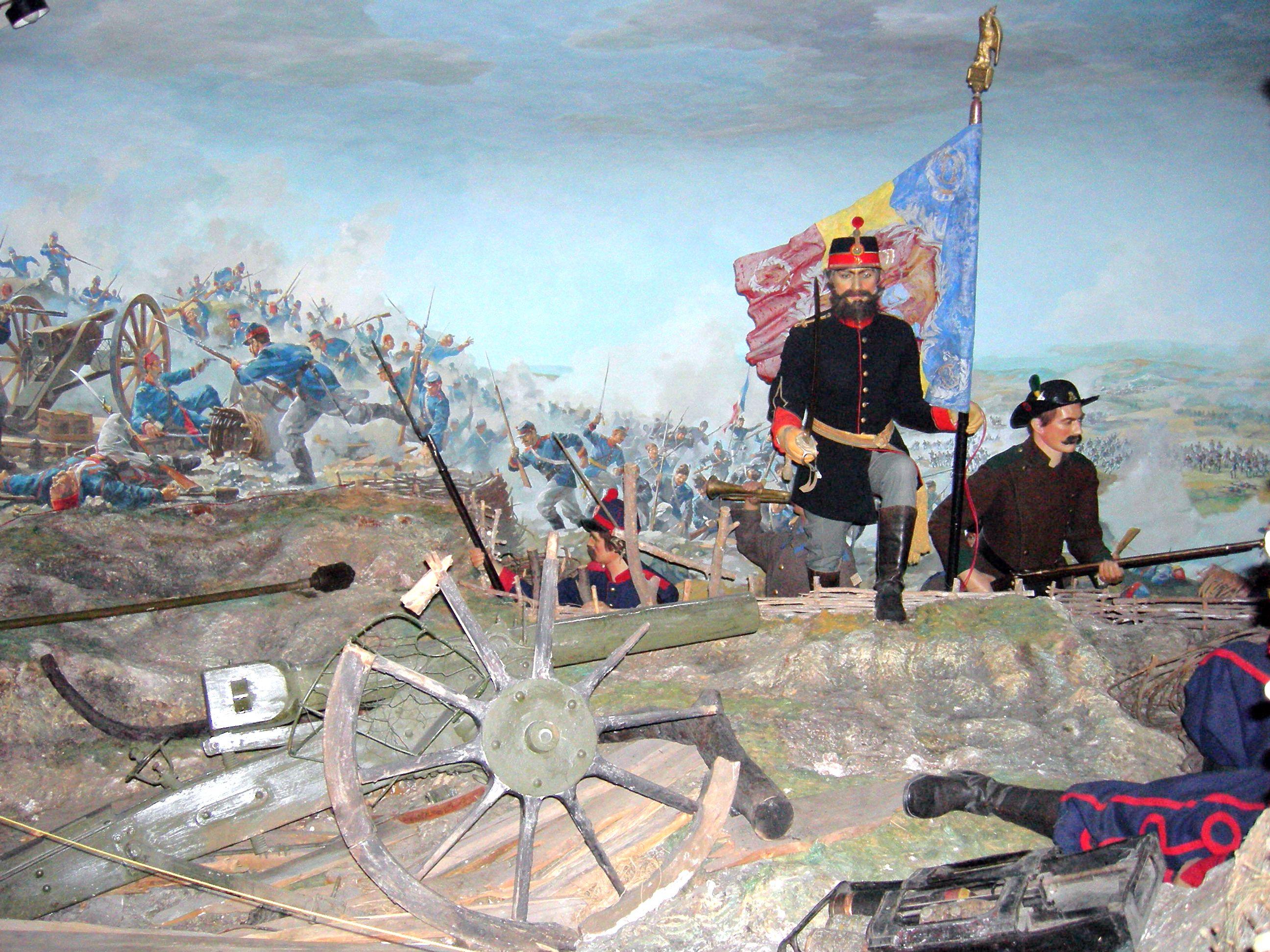
1877: Căderea Plevnei. După încercarea nereușită de a sparge încercuirea Plevnei, generalul Osman Pașa s-a predat colonelului român Mihail Cristodulo Cerchez și a semnat capitularea armatei turce.

- 1520: Exploratorul portughez Ferdinand Magellan a trecut prin strâmtoarea de la sudul Americii de Sud, care-i poarta numele.
- 1811: Concertul pentru pian nr. 5 în Mi bemol major, Op. 73, al lui Beethoven are premiera la Gewandhaus în Leipzig.
- 1812: Bătălia de la Berezina, cu înfrângerea trupelor lui Napoleon.
- 1877: Căderea Plevnei. După încercarea nereușită de a sparge încercuirea Plevnei, generalul Osman-Pașa s-a predat colonelului român Mihail Cristodulo Cerchez și a semnat capitularea armatei turce.
- 1905: Naționalistul irlandez Arthur Griffith pune bazele mișcării politice radicale Sinn Fein.
- 1912: Albania își declară independența față de Imperiul Otoman.
- 1918: Consiliul General al Bucovinei adoptă moțiunea privind unirea necondiționată a Bucovinei cu Regatul României.
- 1919: România semnează la Washington o serie de acorduri internaționale cu privire la stabilirea zilei de lucru de 8 ore și a săptămânii de lucru de 48 de ore în stabilimentele industriale, vârsta minima de admitere a copiilor în muncile industriale, lucrul de noapte al femeilor și copiilor, munca femeilor înainte și după naștere.
- 1920: A apărut la București săptămânalul Adevărul literar și artistic, continuator al Adevărului ilustrat. Fondator: Constantin Mille.
- 1920: A fost înființată la Paris Federația interaliată a foștilor combatanți (FIDAC), la care România a fost unul din membrii fondatori.
- 1943: Premierul britanic Winston Churchill, președintele american Franklin Delano Roosevelt și dictatorul sovietic Stalin s-au întrunit la Teheran (Iran). Se stabilește deschiderea unui al doilea front în Europa.
- 1969: The Rolling Stones își lansează albumul Let It Bleed.
- 1979: Un avion McDonnell Douglas DC-10 al Air New Zealand se prăbușește pe Muntele Erebus situat pe Insula Ross, Antarctida. Toate cele 257 de persoane aflate la bord mor. Era zborurilor turistice comerciale pe continent se încheie.
- 1987: Un Boeing 747 al South African Airways având 159 de persoane la bord se prăbușește în Oceanul Indian în timp ce încerca o aterizare de urgență în Mauritius în urma unui incendiu.
- 1989: Revoluția de Catifea: În Cehoslovacia încep negocierile între Forumul Civic și administrație.
- 1991: Osetia de Sud își declară independența față de Georgia.
- 1994: Norvegienii resping aderarea țării la Uniunea Europeană, printr-un referendum.
- 2004: Într-un accident minier din Republica Populară Chineză 166 mineri sunt blocați în subteran în mina de cărbune Chenjiashan situată în nordul țării, în provincia Shaanxi.

## Nașteri
- 1118: Manuel I Comnen, împărat bizantin (d. 1180)
- 1489: Margareta Tudor, soția regelui Iacob al IV-lea al Scoției (d. 1541)
- 1628: John Bunyan, scriitor englez (d. 1688)
- 1632: Jean-Baptiste Lully, compozitor francez de origine italiană (d. 1687)
- 1660: Maria Anna Victoria de Bavaria, Delfină a Franței (d. 1690)
- 1757: William Blake, pictor și tipograf englez (d. 1827)
- 1774: Frederic al IV-lea, Duce de Saxa-Gotha-Altenburg (d. 1825)
- 1793: Carl Jonas Love Almqvist, poet și prozator suedez (d. 1866)
- 1811: Maximilian al II-lea al Bavariei (d. 1864)
- 1820: Friedrich Engels, filosof și teoretician al socialismului științific (d. 1895)

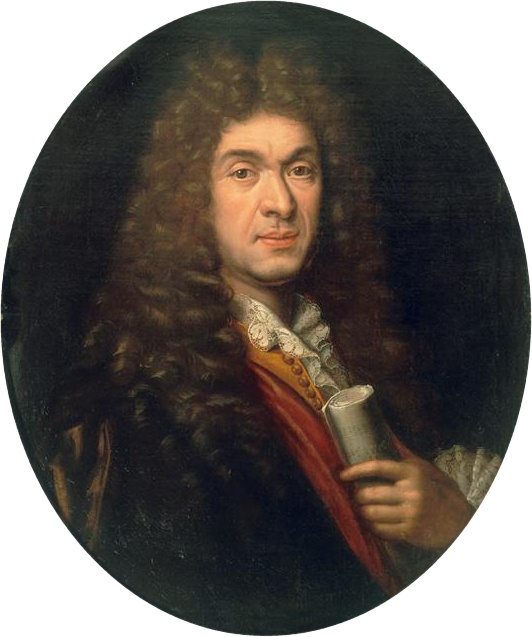
Jean-Baptiste Lully, compozitor francez de origine italiană
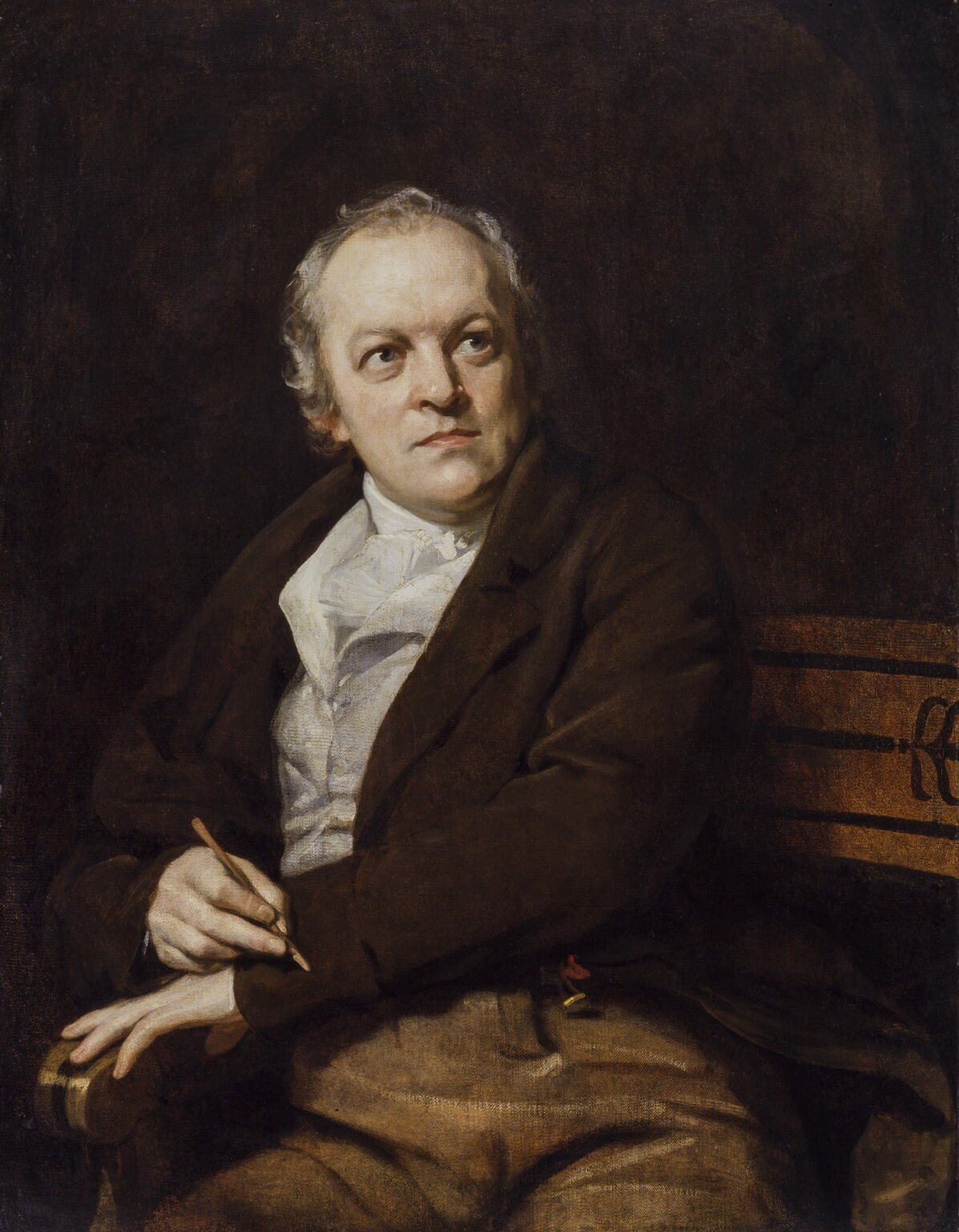
William Blake, pictor englez
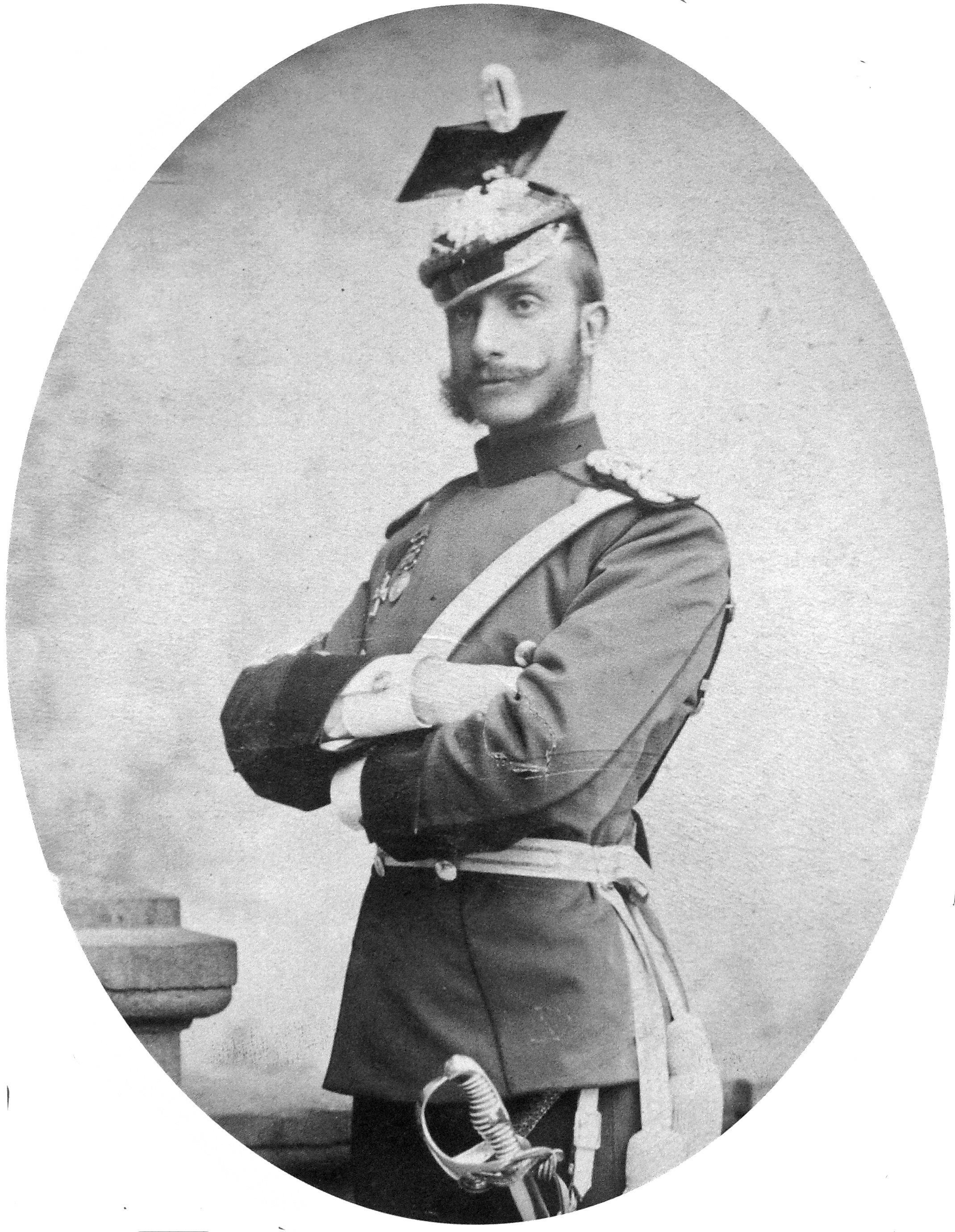
Alfonso al XII-lea, rege al Spaniei

- 1829: Anton Rubinstein, compozitor, pianist rus (d. 1894)
- 1857: Alfonso al XII-lea, rege al Spaniei (d. 1885)
- 1862: Maria Antónia a Portugaliei, Ducesă de Parma (d. 1959)
- 1863: Charles Filiger, pictor francez (d. 1928)
- 1863: Eremia Grigorescu, general de artilerie, comandantul trupelor române în bătălia de la Mărășești, ministru de război (d. 1919)
- 1874: Jean Bart (Eugeniu P. Botez), scriitor român (d. 1933)
- 1880: Andrei Rădulescu, istoric și jurist, membru și președinte al Academiei Române (d. 1959)
- 1880: Alexandr Blok, poet rus (d. 1921)
- 1881: Stefan Zweig, poet, scriitor austriac (d. 1942)
- 1881: Eduardo Viana, pictor portughez (d. 1967)
- 1887: Ernst Röhm, oficial nazist german (d. 1934)
- 1893: Nicolae Colan, mitropolit ortodox al Ardealului, membru al Academiei Române (d. 1967)
- 1894: Arkady Fiedler, scriitor polonez (d. 1985)
- 1898: József Babay, scriitor, romancier, poet și dramaturg maghiar (d. 1956)
- 1901: Edwina Mountbatten, Contesă Mountbatten de Burma, soția Lordului Mountbatten (d. 1960)
- 1906: Dmitri Lihaciov, savant sovietic și rus (d. 1999)
- 1906: Dimitrie Mangeron, matematician român, membru corespondent al Academiei Române (d. 1991)
- 1907: Alberto Moravia, scriitor italian (d. 1990)
- 1908: Claude Lévi-Strauss, antropolog francez (d. 2009)
- 1912: Colea Răutu, actor român de teatru și film (d. 2008)
- 1925: József Bozsik, fotbalist maghiar (d. 1978)

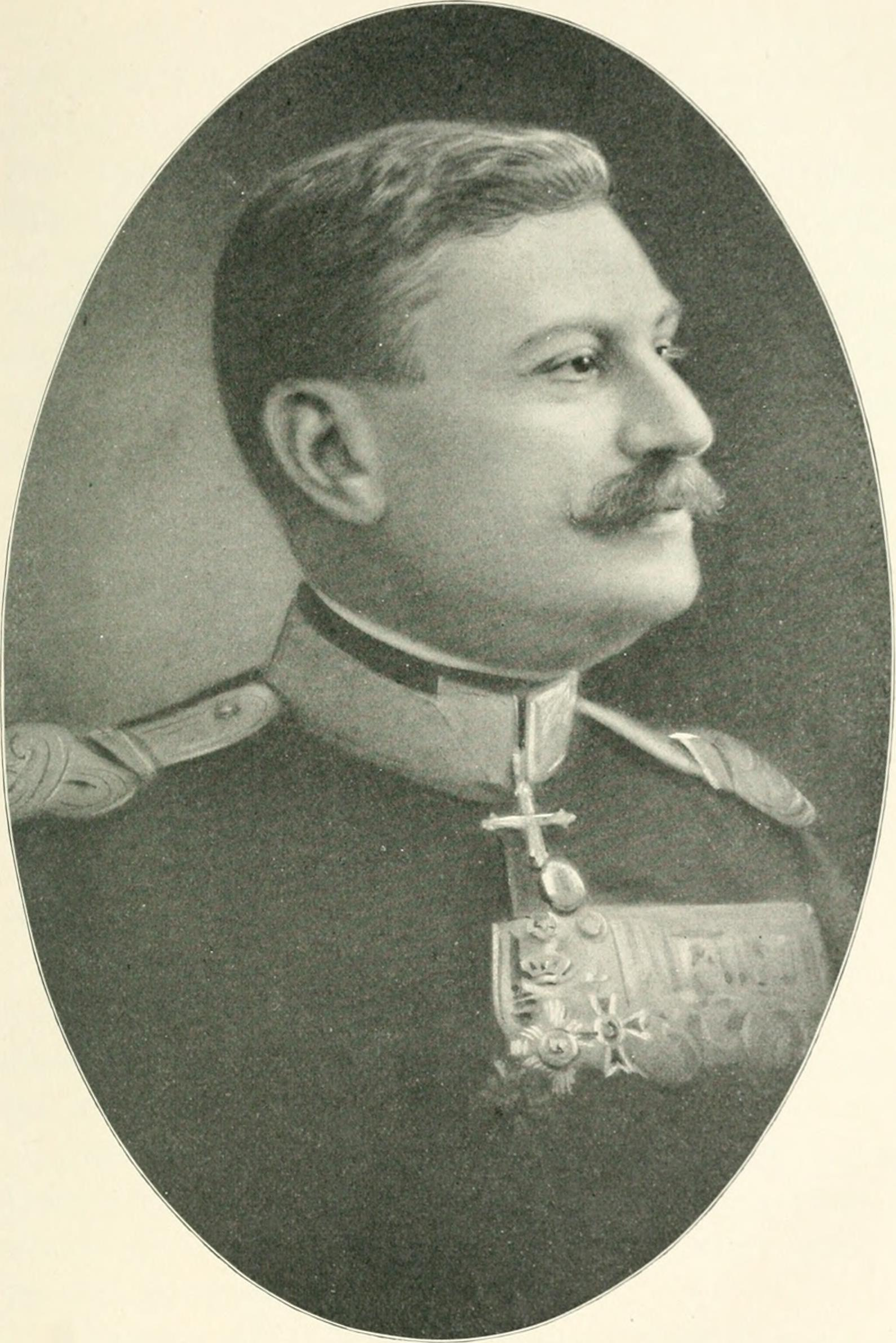
Eremia Grigorescu, general român, ministru de război
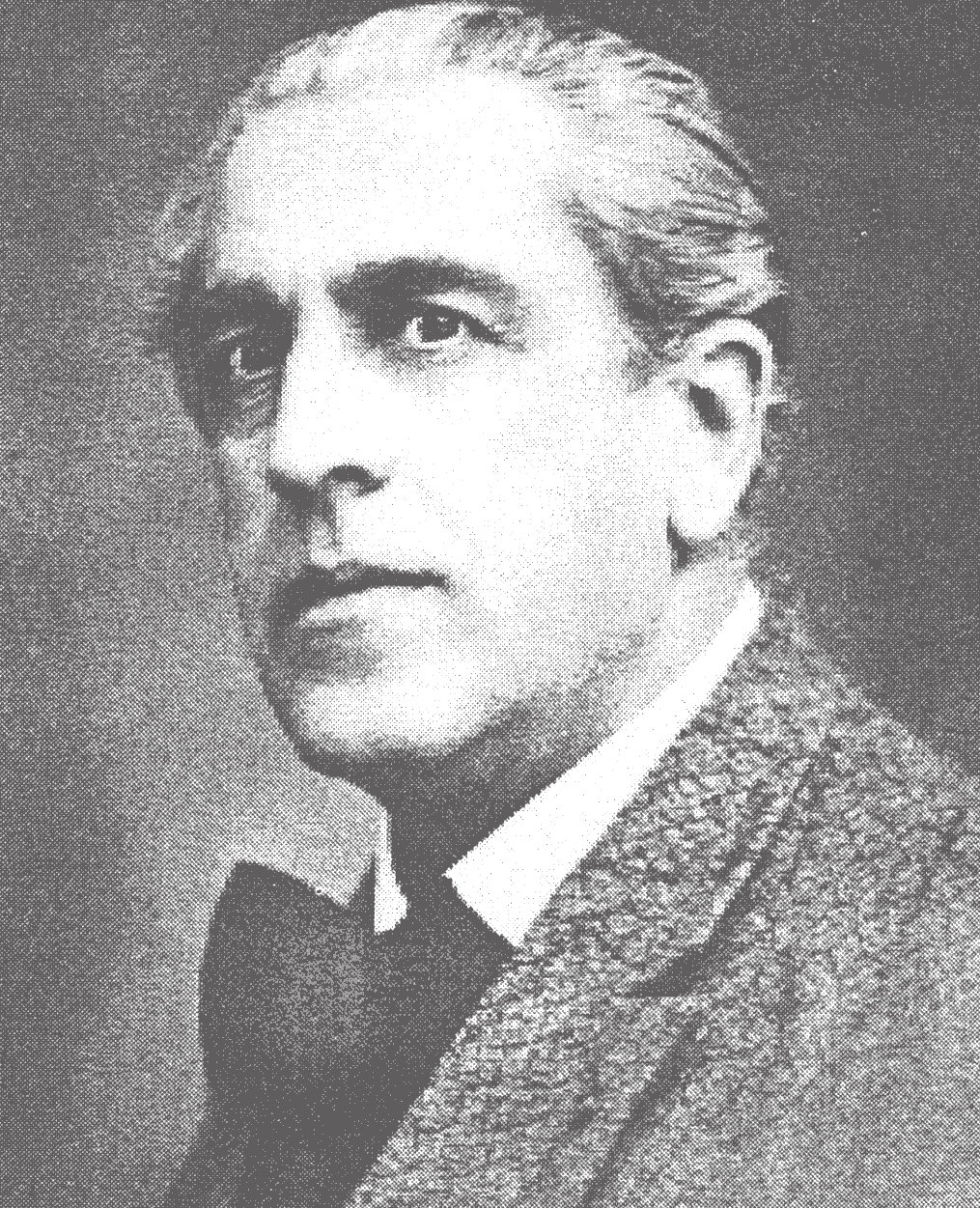
Jean Bart, scriitor român
Stefan Zweig, poet, scriitor austriac

- 1941: Eugen Negrici, critic și istoric literar român
- 1946: Joe Dante, regizor american
- 1948: Agnieszka Holland, regizoare poloneză
- 1948: Filip Merca, compozitor de muzică rock și basist român
- 1948: Mariana Nicolesco, soprană română (d. 2022)
- 1949: Petru Andea, politician român
- 1949: Filip Merca, compozitor de muzică rock și basist român de origine macedoneană
- 1949: Alexandr Godunov, dansator de balet și actor rus (d. 1995)
- 1949: Corneliu Vadim Tudor, politician și jurnalist român (d. 2015)
- 1950: Russell Alan Hulse, fizician american
- 1950: Ed Harris, actor american
- 1951: Barbara Morgan, astronaută americană
- 1952: Pat Cox, politician irlandez
- 1954: Traian Coșovei, scriitor român (d. 2014)
- 1958: Haralambie Puiu Antohi, fotbalist român
- 1958: Gabriel Iordan-Dorobanțu, poet român
- 1961: Alfonso Cuarón, regizor, scenarist și producător mexican de film
- 1962: Jon Stewart, comedian american
- 1963: Manuela Mitrea, politician român
- 1965: Nicolae Mihăilescu, scrimer român
- 1967: Marcel Ciolacu, politician român, președinte al Camerei Deputaților (2019-2020; 2021- prezent)
- 1967: Anna Nicole Smith, model și actriță americană (d. 2007)
- 1970: Édouard Philippe, politician francez, prim-ministru al Franței (2017-2020)
- 1971: Fenriz, muzician norvegian
- 1973: Leonard Nemțanu, fotbalist român
- 1974: Apl.de.ap, muzician hip-hop american, membru al formației Black Eyed Peas

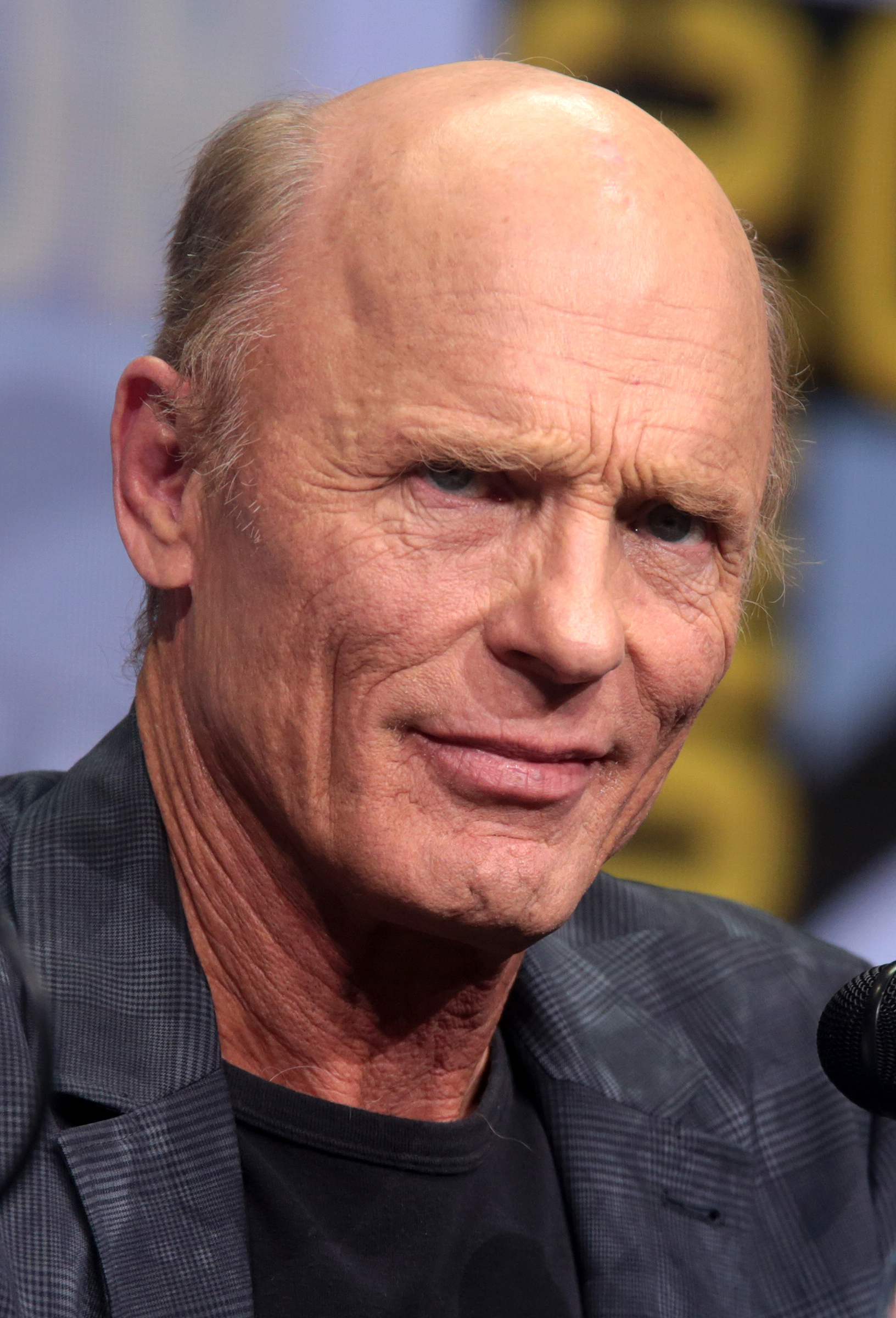
Ed Harris, actor american
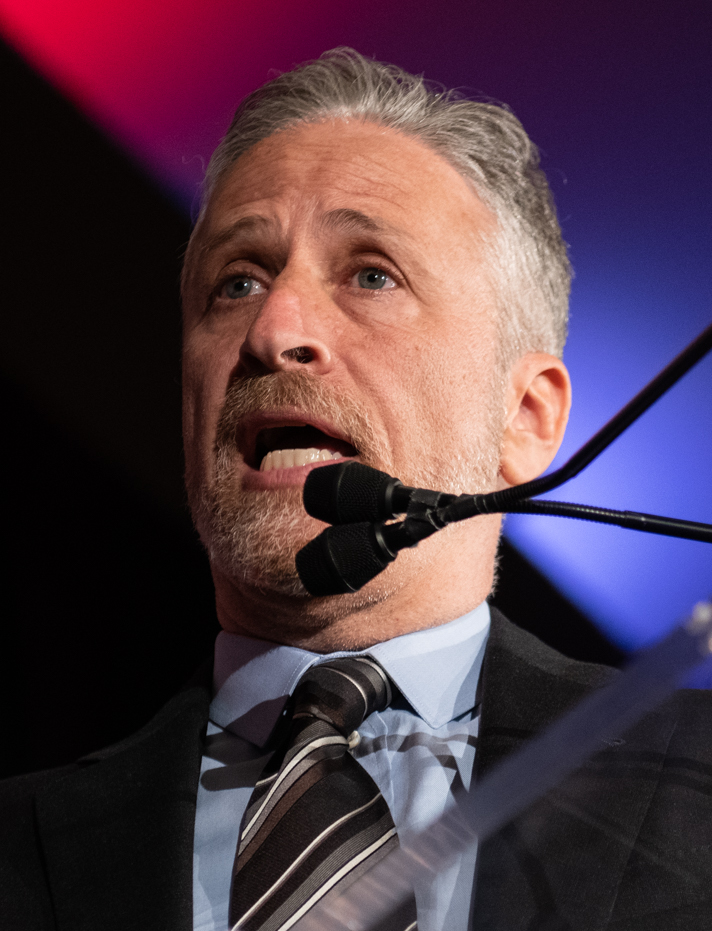
Jon Stewart, comedian american
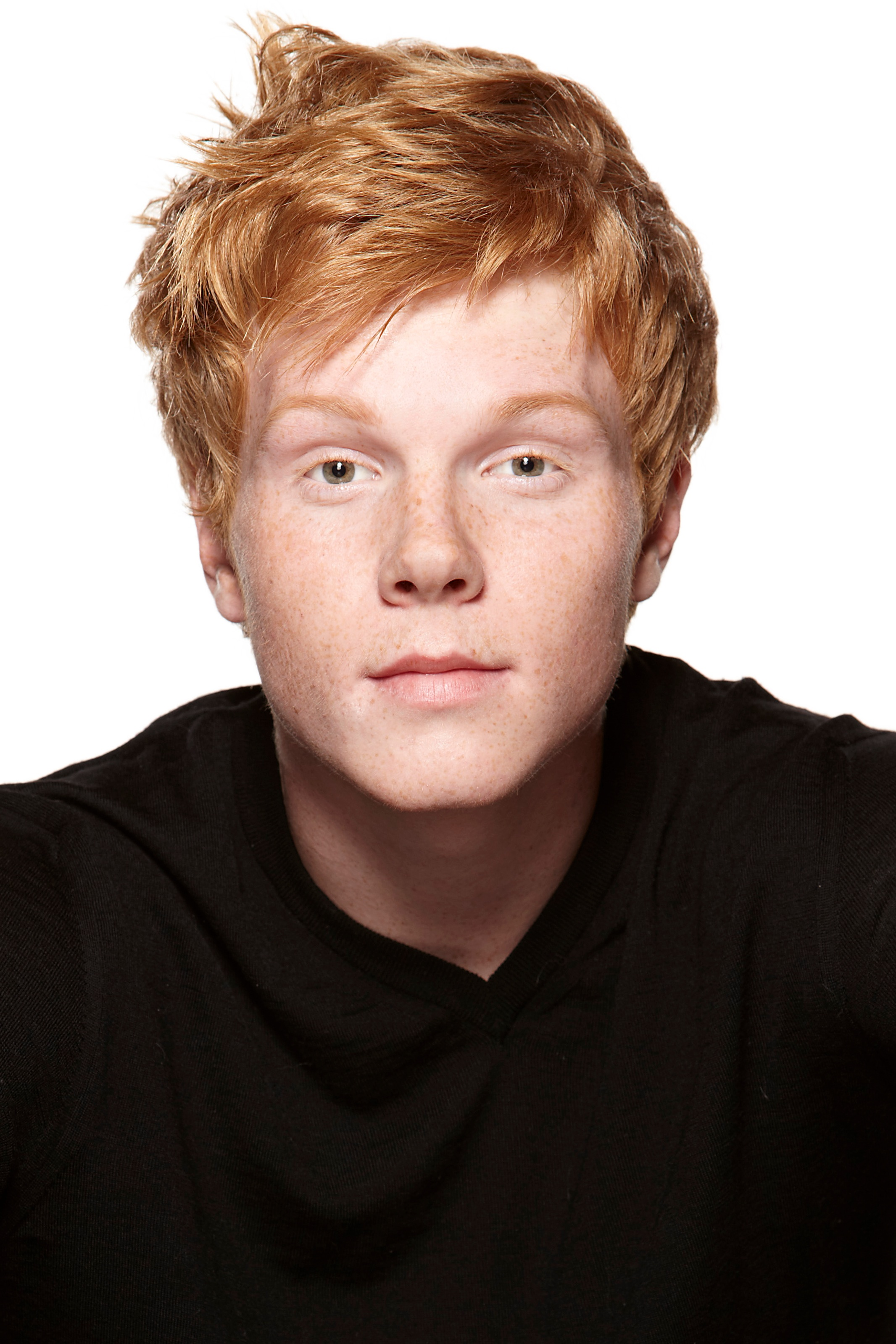
Adam Hicks, actor, rapper american

- 1975: Denis Bećirović, politician, profesor și istoric bosniac, al 8-lea membru bosniac al Președinției Bosniei și Herțegovinei
- 1975: Sigurd Wongraven, muzician norvegian
- 1977: Fabio Grosso, fotbalist italian
- 1979: Chamillionaire, rapper american
- 1985: Landry N'Guémo, fotbalist camerunez
- 1986: Magdalena Piekarska, scrimeră poloneză
- 1988: Ritchie De Laet, fotbalist belgian
- 1988: Hiroki Fujiharu, fotbalist japonez
- 1990: Azza Besbes, scrimeră tunisiană
- 1992: Adam Hicks, actor, rapper american

## Decese
- 741: Papa Grigore al III-lea
- 1058: Cazimir Restauratorul, duce al Poloniei (n. 1016)
- 1290: Eleonora a Castiliei, prima soție a regelui Eduard I al Angliei (n. 1241)
- 1680: Gian Lorenzo Bernini, arhitect, sculptor și pictor italian (n. 1598)
- 1747: Karl Leopold, Duce de Mecklenburg (n. 1678)
- 1788: Karl Christian, Prinț de Nassau-Weilburg (n. 1735)
- 1848: Ducesa Amelia de Württemberg (n. 1799)
- 1859: Washington Irving, scriitor american (n. 1783)
- 1870: Frédéric Bazille, pictor francez (n. 1841)

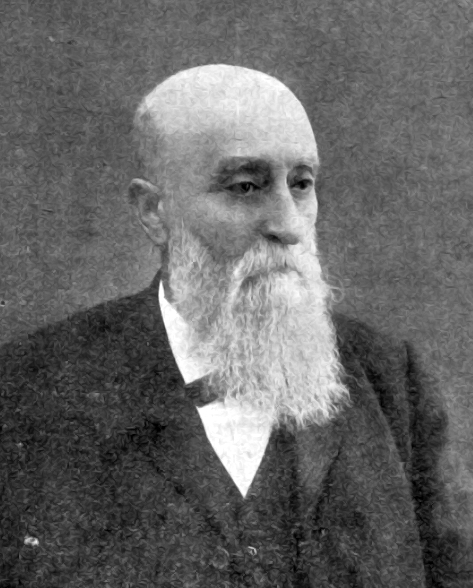
Neculai Culianu, matematician și astronom român
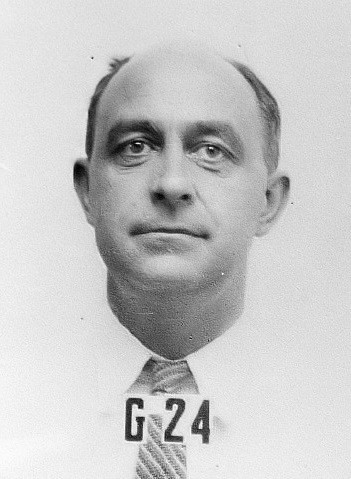
Enrico Fermi, fizician italian, laureat Nobel
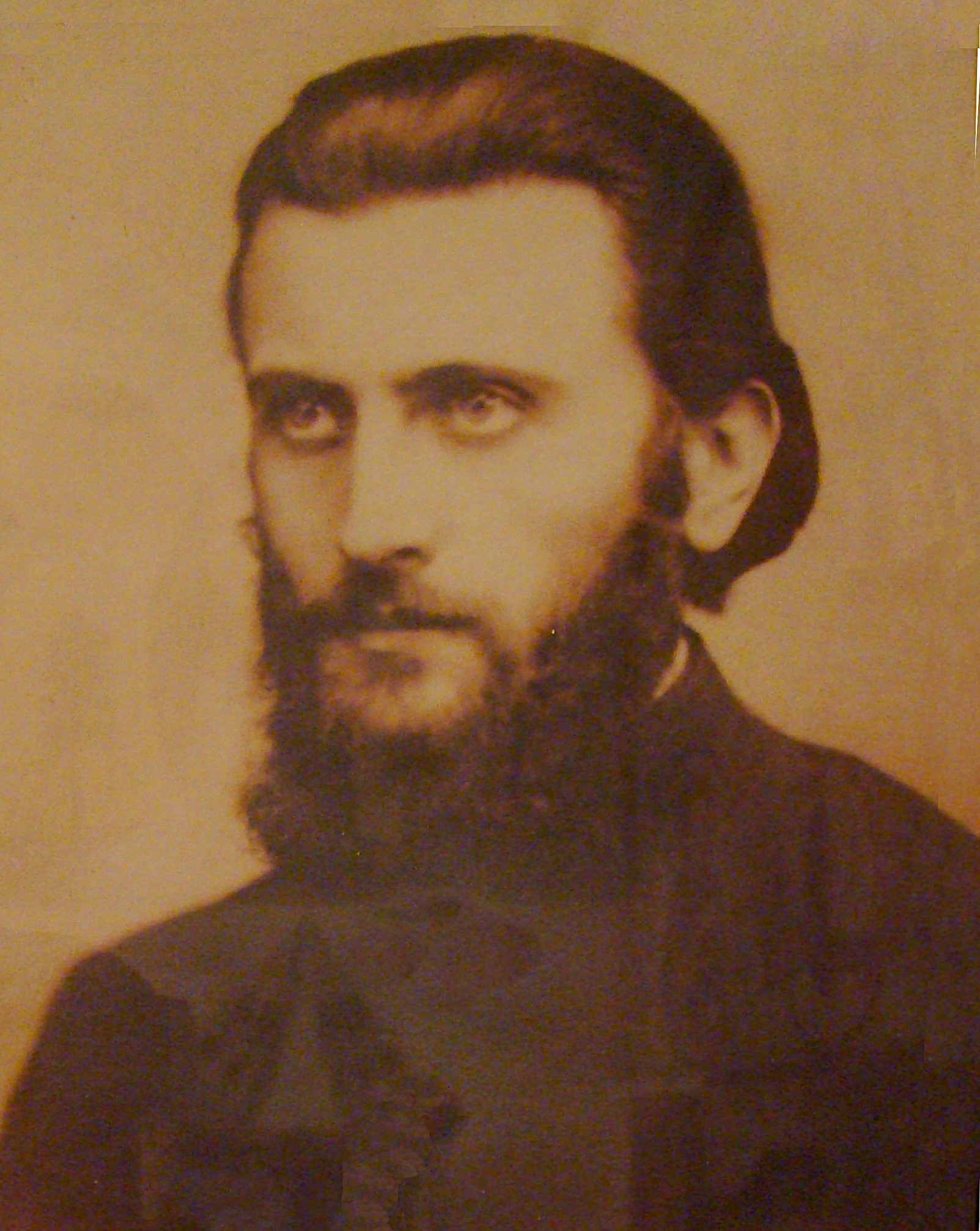
Arsenie Boca, ieromonah, teolog și artist român

- 1872: Mary Somerville, femeie-savant și scriitoare din Scoția (n. 1780)
- 1898: Conrad Ferdinand Meyer, poet elvețian (n. 1825)
- 1907: Stanisław Wyspiański, pictor, scriitor, poet, dramaturg și arhitect polonez (n. 1869)
- 1915: Neculai Culianu, matematician și astronom român, membru corespondent (din 1889) al Academiei Române (n. 1832)
- 1932: François-Rupert Carabin, artist francez (n. 1862)
- 1940: Helmut Wick, aviator german care a servit în Luftwaffe în timpul celui de-al doilea război mondial  (n. 1915)
- 1941: Vladimir Bodescu, politician român (n. 1868)
- 1945: Dwight F. Davis, jucător de tenis și politician, creatorul Cupei Davis (n. 1879)
- 1952: Elena de Muntenegru, soția regelui Victor Emanuel al III-lea al Italiei (n. 1873)
- 1954: Enrico Fermi, fizician italian, laureat al Premiului Nobel (n. 1901)
- 1962: Regina Wilhelmina a Olandei (n. 1880)
- 1968: Wanda Dubieńska, scrimeră poloneză (n. 1895)
- 1970: Alla Horska, pictoriță, graficiană și artistă monumentală ucraineană (n. 1929)
- 1971: Eugen Boureanul, prozator și traducător român (n. 1885)
- 1972: Havergal Brian, compozitor britanic (n. 1876)
- 1972: Prințesa Sibylla de Saxa-Coburg-Gotha, ducesă de Västerbotten, mama regelui Carl al XVI-lea Gustaf al Suediei (n. 1908)
- 1973: Martha Bibescu, nobilă și scriitoare română (n. 1886)
- 1980: Nahum Gutman, pictor israelian (n. 1898)
- 1982: Regina mamă Elena, soția principelui moștenitor Carol al României (viitorul rege Carol al II-lea) și mama regelui Mihai I al României. (n. 1896)
- 1989: Arsenie Boca, ieromonah, teolog și artist român (n. 1910)
- 1992: Sidney Nolan, pictor australian (n. 1917)
- 2002: Dan Tufaru, actor român (n. 1944)
- 2010: Leslie Nielsen, actor american de origine canadiană (n. 1926)
- 2012: Zig Ziglar, autor american de cărți de literatură motivațională (n. 1926)
- 2015: Mircea Anca, actor și regizor român (n. 1960)
- 2017: Gheorghe Mocuța, poet român (n. 1953)
- 2020: David Prowse, culturist, halterofil și actor englez (n. 1935)
- 2021: Andrej Hoteev, pianist rus (n. 1946)
- 2021: Prințul Andrei Andreevici Romanov, artist și autor american de origine rusă (n. 1923)
- 2021: Frank Williams, proprietarul echipei de Formula 1 Williams (n. 1942)

## Sărbători
- Sf. Cuvios Mucenic Ștefan cel Nou; Sf. Mucenic Irinarh (calendar crestin-ortodox; calendar greco-catolic)
- Sf. Catherine Labouré (calendar romano-catolic)

- Albania: Ziua națională. Proclamarea Independenței de Stat față de Imperiul Otoman (1912)
- Mauritania: Ziua națională. Aniversarea proclamării independenței față de Franța (1960)
- Timorul de Est: Proclamarea Independenței (1975)